# Ghyvelde
Ghyvelde  (en neerlandès Gijvelde, en flamenc occidental Gyvelde) és un municipi francès, situat a la regió dels Alts de França, al departament del Nord, que forma part de la Westhoek. L'any 2006 tenia 3.131 habitants.

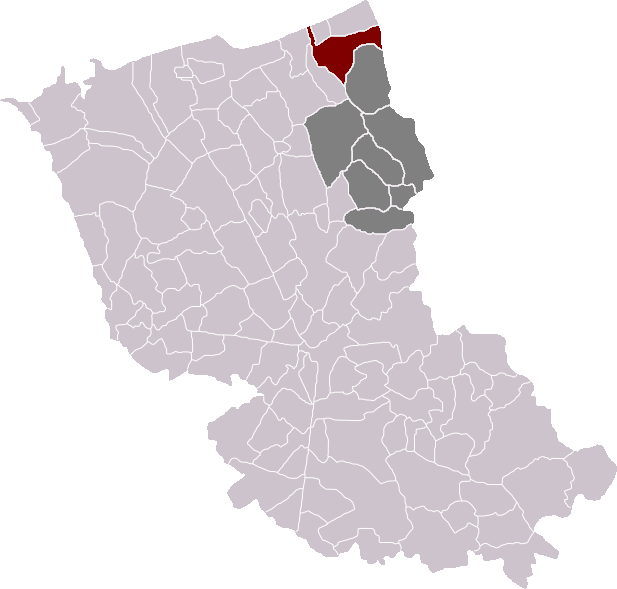
Localització de Ghyvelde

## Demografia

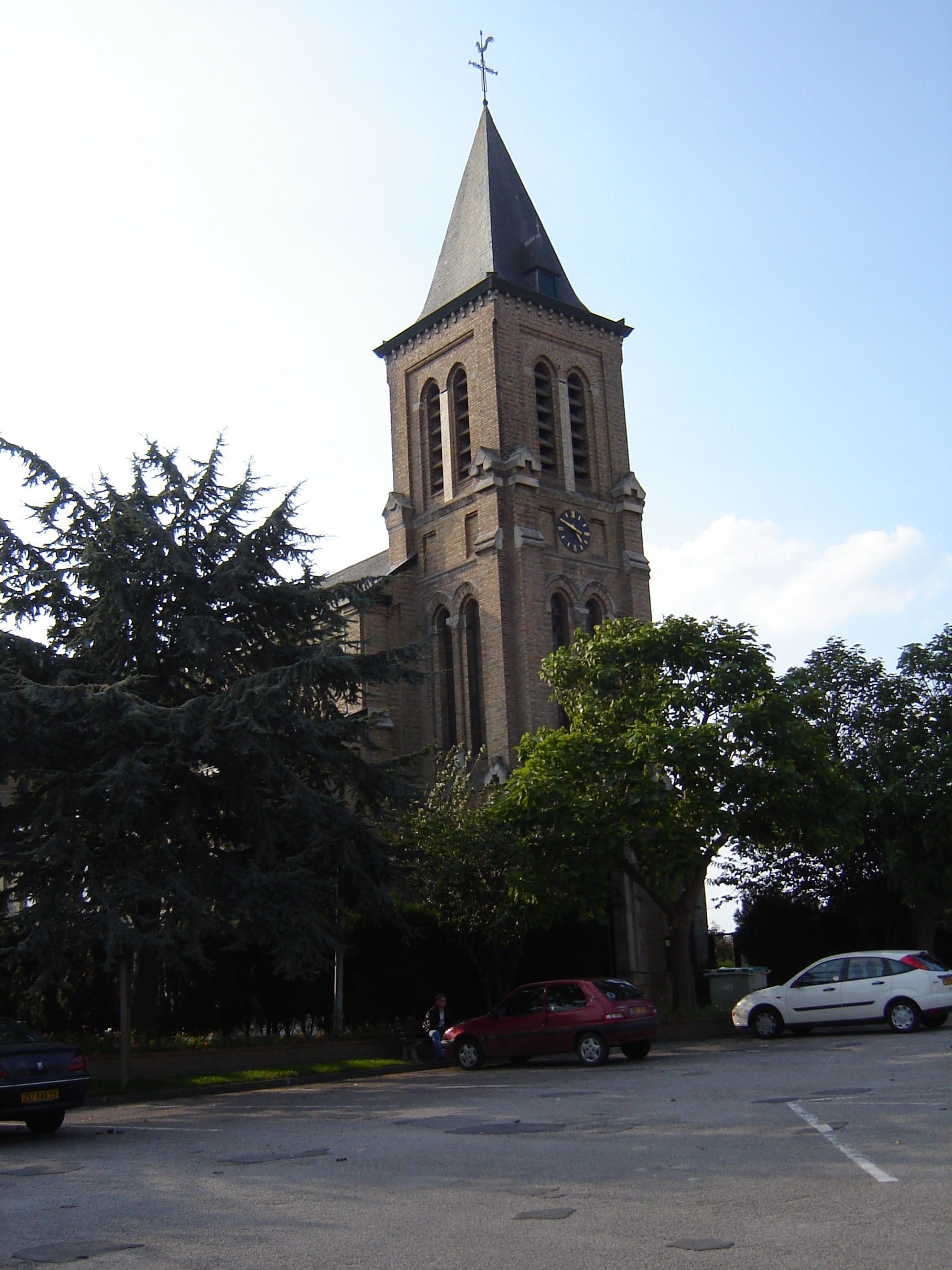
Saint-Vincent, Ghyvelde

| 1962                                       | 1968  | 1975  | 1982  | 1990  | 1999  |
| ------------------------------------------ | ----- | ----- | ----- | ----- | ----- |
| 1.786                                      | 2.032 | 2.014 | 3.069 | 2.973 | 3.009 |
| Des de 1962: població sense dobles comptes |       |       |       |       |       |

## Administració
| Període | Identitat   | Partit |
| ------- | ----------- | ------ |
| 2001-   | Jean Decool |        |